# Карис, Сирье
Сирье Карис (урождённая Ядал; род. 9 августа 1956, Пярну) — эстонский музеевед. Первая леди Эстонии с 11 октября 2021 года. Супруга президента Алара Кариса.

## Биография
Закончила школу № 2 в Тарту в 1974 году.
В период между 1974 и 1981 работала куратором философского факультета в Тартуском университете. С 1981 по 2000 работала научным сотрудником, главным казначеем, заведующим отделом реставрации и музееведом в историческом музее Тартуского университета. Сирье Карис затем работала директором по развитию Тартуского городского музея в 2000—2001 годах и директором в 2002—2005 годах. С 2006 по 2018 года была директором Эстонского исторического музея, а затем с 2018 по 2022 год директором Тартуского городского музея.
В июне 2022 года Карис была избрана патроном Целевого учреждения Тартуского университета (эст.: Tartu Ülikooli Sihtasutus).
Является членом Эстонского национального комитета Союза музеев Эстонии (Eesti Muuseumiühing) и Международного совета музеев. Сирье Карис редактировала пособия «Оценка уровня содержания коллекций» (2008) и «Инструкции по уходу за костюмами и текстилем для музеев» (2007), а также участвовала в рабочей группе по составлению «Музеи Эстонии 21 века. Основные направления развития 2006—2015».

## Личная жизнь
С 1977 года замужем за Аларом Карисом. У них трое детей.